# Thecobathra kurokoi
Thecobathra kurokoi is een vlinder uit de familie van de stippelmotten (Yponomeutidae). De wetenschappelijke naam van de soort werd in 1982 gepubliceerd door S. Moriuti.